# 익산평택고속도로
익산평택고속도로(益山平澤高速道路, 고속국도 제17호선의 일부)는 전북특별자치도 익산시 왕궁면을 기점으로, 경기도 평택시 안중읍을 종점으로 하는 대한민국의 고속도로이다. 전북특별자치도 익산시 ~ 충청남도 부여군 구간은 2029년 12월에 착공되어 2034년 12월에 개통될 예정이다.

## 개요
고속도로 보급률이 낮은 충청내륙지역 및 호남권의 고속도로 신설 건설로 지역균형발전의 가속화와 서해안고속도로 및 경부고속도로의 상습정체구간 통행여건의 개선이 기대를 목적으로 건설되는 고속도로이다. 평택 ~ 부여 구간은 2019년에 우선 착공되어 2024년 12월 10일에 개통되었으나, 부여 ~ 익산 구간은 향후 2029년에 착공될 예정이고, 2034년 12월에 개통할 예정이다.

## 역사
- 2017년 2월 27일 : 실시협약 체결
- 2018년 1월 12일 : 전라북도 익산시 왕궁면 구덕리 ~ 경기도 평택시 안중읍 삼정리 구간을 고속국도 제17호선 익산평택고속도로(익산 ~ 평택선)로 지정[1]
- 2019년 12월 6일 : 평택 ~ 부여 ~ 익산(서부내륙)고속도로 민간투자사업 실시계획 승인 및 고속도로 신설을 위해 전라북도 익산시 왕궁면 구덕리 ~ 경기도 평택시 포승읍 내기리 137.7 km 구간 도로구역 결정[2][3]
- 2024년 12월 10일: 평택~부여 구간 개통[4]

## 나들목 · 분기점
- 여기서 숫자는 진출입교차점 (IC 및 JC) 번호를 말하고, TG는 요금소(Tollgate), SA는 휴게소(Service Area)를 뜻한다.
- 거리의 단위는 km이다.

| 번호              | 이름                          | 로마자 이름                      | 구간 거리         | 누적 거리         | 접속 노선                    | 소재지            | 소재지            | 비고                        |
| 세종평택로와 직결 | 세종평택로와 직결             | 세종평택로와 직결                | 세종평택로와 직결 | 세종평택로와 직결 | 세종평택로와 직결            | 세종평택로와 직결 | 세종평택로와 직결 | 세종평택로와 직결           |
| ----------------- | ----------------------------- | -------------------------------- | ----------------- | ----------------- | ---------------------------- | ----------------- | ----------------- | --------------------------- |
| 17                | 안중                          | Anjung                           | -                 | 0.00              | 국도 제43호선 (세종평택로)   | 경기도            | 평택시            |                             |
| TG                | 안중 요금소                   | Anjung TG                        |                   |                   |                              | 경기도            | 평택시            |                             |
| 14                | 현덕 분기점                   | Hyeondeok JC                     |                   |                   | 173호선 익산평택고속도로지선 | 경기도            | 평택시            |                             |
| 13 SA             | 평택호 평택호휴게소           | Pyeongtaekho Pyeongtaekho SA     |                   |                   | 평택호2길                    | 경기도            | 평택시            | 양방향 하이패스 전용 나들목 |
| 12                | 영인                          | Yeongin                          |                   |                   | 국도 제39호선 (아산로)       | 충청남도          | 아산시            |                             |
| 11                | 아산 분기점                   | Asan JC                          |                   |                   | 32호선 당진청주고속도로      | 충청남도          | 아산시            |                             |
| 9                 | 예산추사고택(신암)            | Yesan-Chusagotaek(Sinam)         |                   |                   | 국도 제32호선 (예당평야로)   | 충청남도          | 예산군            |                             |
| 8                 | 예산 분기점                   | Yesan JC                         |                   |                   | 30호선 서산영덕고속도로      | 충청남도          | 예산군            |                             |
| 7 SA              | 예산예당호 예산 예당호 휴게소 | Yesan Yedangho Yesan Yedangho SA |                   |                   | 지방도 제619호선 (예당로)    | 충청남도          | 예산군            | 양방향 하이패스 전용 나들목 |
| 6                 | 청양                          | Cheongyang                       |                   |                   | 구봉로                       | 충청남도          | 청양군            |                             |
| 5                 | 부여 분기점                   | Buyeo JC                         |                   |                   | 151호선 서천공주고속도로     | 충청남도          | 부여군            |                             |
| 4                 | 부여구룡                      | Buyeoguryong                     |                   |                   | 국도 제4호선 (대백제로)      | 충청남도          | 부여군            |                             |
| 계획중            |                               |                                  |                   |                   |                              |                   |                   |                             |

## 주요 통과지
전북특별자치도
- 익산시 (왕궁면 · 춘포면 · 덕기동 · 석왕동 · 은기동 · 금마면 · 삼기면 · 함열읍 · 황등면 · 성당면 · 웅포면)

충청남도
- 부여군 (임천면 · 충화면 · 장암면 · 남면 · 규암면 · 구룡면 · 은산면) - 청양군 (남양면 · 청양읍 · 비봉면) - 홍성군 장곡면 - 예산군 (광시면 · 대흥면 · 응봉면 · 오가면 · 신암면) - 아산시 (선장면 · 도고면 · 신창면 · 인주면 · 영인면)

경기도
- 평택시 (현덕면 · 오성면 · 안중읍)

## 구성
차로 수
- 안중 나들목 ~ 부여구룡 나들목, 현덕 분기점 ~ 안중 나들목 : 왕복 4차로
- 아산 분기점 ~ 현덕 분기점 : 왕복 6차로

총 연장
- 안중 나들목 ~ 부여구룡 나들목 132.0km

제한속도
- 안중IC/포승JC(지선)~아산JC 최고 100 km/h, 최저 50 km/h
- 아산JC~부여구룡IC 최고 110 km/h, 최저 50 km/h

### 터널
| 터널 이름  | 소재지                        | 길이   | 준공 년도 | 비고      |
| ---------- | ----------------------------- | ------ | --------- | --------- |
| 팔봉산터널 | 충청남도 예산군 응봉면 운곡리 | 239m   | 2024년    | 평택 방면 |
| 팔봉산터널 | 충청남도 예산군 응봉면 운곡리 | 209m   | 2024년    | 부여 방면 |
| 대흥2터널  | 충청남도 예산군 대흥면 교촌리 | 475m   | 2024년    | 평택 방면 |
| 대흥2터널  | 충청남도 예산군 대흥면 교촌리 | 470m   | 2024년    | 부여 방면 |
| 봉수산터널 | 충청남도 예산군 광시면 동산리 | 4,286m | 2024년    | 평택 방면 |
| 봉수산터널 | 충청남도 예산군 광시면 동산리 | 4,274m | 2024년    | 부여 방면 |
| 비봉터널   | 충청남도 청양군 비봉면 용천리 | 369m   | 2024년    |           |
| 남양2터널  | 충청남도 청양군 남양면 온직리 | 344m   | 2024년    |           |
| 남양1터널  | 충청남도 청양군 남양면 온직리 | 630m   | 2024년    | 평택 방면 |
| 남양1터널  | 충청남도 청양군 남양면 온직리 | 640m   | 2024년    | 부여 방면 |
| 은산3터널  | 충청남도 부여군 은산면 장벌리 | 494m   | 2024년    |           |
| 은산2터널  | 충청남도 부여군 은산면 장벌리 | 334m   | 2024년    |           |
| 은산1터널  | 충청남도 부여군 은산면 경둔리 | 680m   | 2024년    | 평택 방면 |
| 은산1터널  | 충청남도 부여군 은산면 경둔리 | 695m   | 2024년    | 부여 방면 |

## 교량
- 평택호2대교
- 공세교
- 월선2교
- 도수천교
- 월선1교
- 삼원들천교
- 불당천교
- 부엉박천교
- 장구목천교
- 도흥2천교
- 곡교천1교
- 선창1교
- 학성천교
- 군덕1교
- 신엄천교
- 도고천교
- 대정교
- 무한천2교
- 두곡교
- 용궁교
- 오촌교
- 신석2교
- 신석1교
- 월곡3교
- 월곡2교
- 둔터골천교
- 평촌2천교
- 승지물천교
- 마사천교
- 구례천교
- 노전천교
- 천태교
- 무한천1교
- 양사1교
- 용천교
- 장승1교
- 군량천교
- 금정1교
- 구룡천교
- 매암천교
- 온직천교
- 온직1교
- 대양1교
- 경둔교
- 수목3교
- 수목2교
- 수목1교
- 수목천1교
- 수목육교
- 구봉3교
- 구봉4교

## 구간 단속
- 봉수산터널 ~ 예산추사고택 나들목의 통과전 (평택방향) 18.8 km, 제한속도 100 km/h (2024년 12월 10일 시행)
- 오가졸음쉼터의 통과후 ~ 구례천교 (부여방향) 13.8 km, 제한속도 100 km/h (2024년 12월 10일 시행)

## 같이 보기
- 서부내륙고속도로
- 대한민국의 고속도로
- 대한민국의 교통
- 고속국도 제17호선